# João Gomes Cravinho

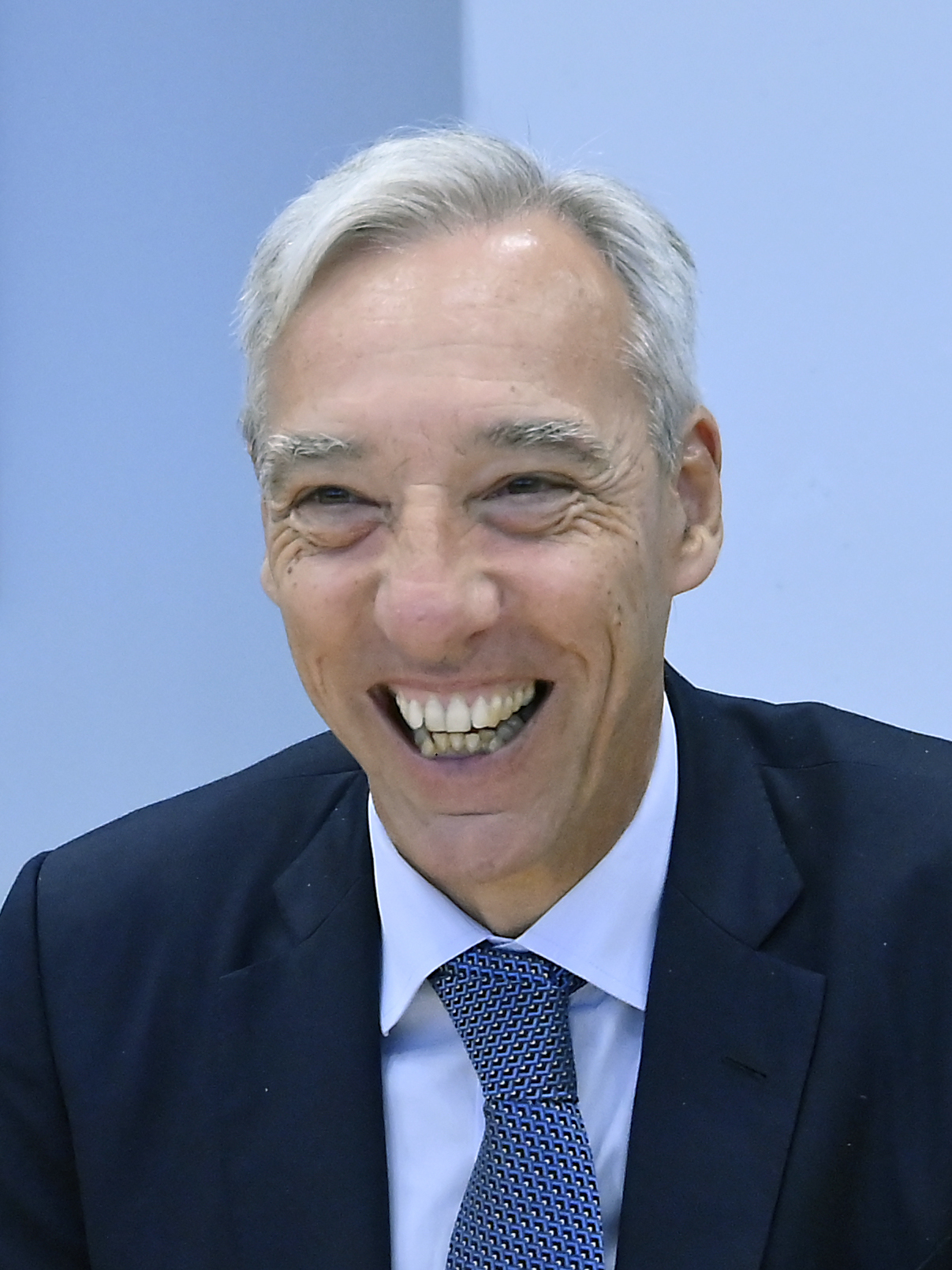
Außenminister João Gomes Cravinho (2023)

João Titterington Gomes Cravinho (* 16. Juni 1964 in Lissabon) ist ein portugiesischer Politiker und Diplomat. Von 2022 bis 2024 war er Außenminister Portugals, zuvor war er von 2018 bis 2022 Verteidigungsminister seines Landes.

## Werdegang
Cravinho erwarb einen Master an der London School of Economics und promovierte an der University of Oxford in Politikwissenschaften. Später schloss er zudem den Studiengang Leadership for Senior Executives an der Harvard Business School ab.
Er schrieb eine Vielzahl Artikel und Aufsätze zu den Themen Verteidigungspolitik, Entwicklungszusammenarbeit und internationale Beziehungen und veröffentlichte 2002 sein erstes Buch (Visões do Mundo). Von 2001 bis 2002 leitete er die portugiesische Entwicklungshilfe. Er war mehrfach Beobachter des Friedens- und Entwicklungsprozesses in Osttimor, u. a. für die Weltbank.
Im März 2005 wurde er Staatssekretär für Äußere Angelegenheiten und Entwicklungszusammenarbeit im Außenministerium Portugals, bis Juni 2011. Danach leitete er bis 2015 die Delegation der Europäischen Union in Indien und von 2015 bis 2018 die EU-Delegation in Brasilien.
Nach dem Rücktritt von Verteidigungsminister José Azeredo Lopes am 15. Oktober 2018 wurde Cravinho von Premierminister António Costa zum Verteidigungsminister berufen.
Er war Professor für Internationale Beziehungen an der Universität Coimbra, eingeladener Dozent an den Lissabonner Hochschulen  ISCTE und Universidade Nova de Lisboa, und verteidigungspolitischer Berater der Gulbenkian-Stiftung, der Europäischen Kommission und der Weltbank.
Nachdem Staatspräsident Marcelo Rebelo de Sousa unzufrieden mit dem Verteidigungsminister gewesen sein und Premierminister António Costa⁣ um dessen Ablösung gebeten haben soll, gab Costa im Zuge seiner Regierungsumbildung nach der Parlamentswahl in Portugal 2022 im März 2022 bekannt, dass Cravinho an die Spitze des Außenministeriums wechseln und Santos Silva, wie von ihm selbst schon länger gewünscht, ausscheiden sollte.
Am 30. März 2022 wurde Cravinho Außenminister Portugals im Kabinett Costa III. Am 2. April 2024 wurde er in diesem Amt von Paulo Rangel abgelöst. Seit dem 1. Dezember 2024 ist Cravinho EU-Sonderbeauftragter für die Sahelzone.
Sein Vater João Cravinho (1936–2025) war ebenfalls Politiker.

## Ehrungen
- 2019: Verdienstorden der Zentralafrikanischen Republik im Kommandeursrang
- 2021: Kommandeur der französischen Ehrenlegion[4]